# Западная Третья улица (Си-Трейн)
«Западная Третья улица» (англ. 3 Street Southwest) — станция Си-Трейна в Калгари. Эта станция открылась в 1981 году и в настоящее время обслуживает 16 300 пассажиров в день.
Станция расположена между 3-й и 2-й улицей и примыкает к торговому центру. 20 апреля 2009 года станция была закрыта для проведения капитального ремонта. Открытие состоялось 12 марта 2010 года. 
Как и все реконструированные платформы 7 авеню платформа может одновременно обслуживать 4 вагона. 
В 2005 году был зарегистрирован ежедневный пассажиропоток в размере 16 300 посадок.